# دودسکادن
دودسکادن (به ژاپنی: どですかでん) (به [Dodes'ka-den] Error: {{Lang-xx}}: متن دارای نشانه‌گذاری ایتالیک است (راهنما)) فیلمی در ژانر درام به کارگردانی آکیرا کوروساوا است که در سال ۱۹۷۰ منتشر شد. این فیلم اولین فیلم رنگی کوروساوا است. از بازیگران آن می‌توان به کین سوگای، کونیه تاناکا و هیساشی ایگاوا اشاره کرد.

## دربارهٔ فیلم
دودسکادن به زندگی مردم فلک‌زده و درمانده در منطقه‌ای فقیرنشین و دورافتاده از شهر می‌پردازد که هر کدام با مشکلات مختلف روبه‌رو هستند. روایت کوروساوا با تک‌تکِ افرادِ این منطقه حرکت می‌کند و در بازه‌های زمانیِ مختلف، تک‌قصه‌های جاری در خانواده‌های مختلف را به تصویر می‌کشد؛ قصه‌هایی که ممکن است به قصه‌های دیگر ارتباطی نداشته باشد، اما هر کدام سرشار از احساس و عمق هستند. درگیری مخاطب با سرنوشت شخصیت‌های جدا از هم کم‌کم جنبهٔ جدی‌تری پیدا می‌کند و در پایان فیلم به کلیتی تأثیرگذار از نقش فقر در زندگی مردم و مشکلات ناشی از آن می‌رسد.